# Louis Mordell

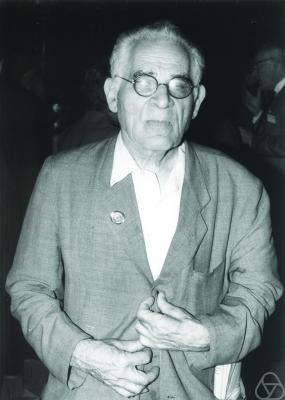
Louis Mordell in Nice, 1970

Louis Joel Mordell (Philadelphia, 28 januari 1888 – 12 maart 1972) was een Brits wiskundige die bekendstaat om zijn baanbrekend onderzoek in de getaltheorie.
Mordell kwam uit een Joods-Litouwse familie. In 1906 ging hij op achttienjarige leeftijd naar Cambridge om deel te nemen aan de toelatingsexamens die recht gaven op een beurs voor St John's College. Hij slaagde.
Na zijn afstuderen begon hij met onafhankelijk onderzoek naar bepaalde diofantische vergelijkingen: naar het vraagstuk van geheeltallige oplossingen voor derdegraadskrommen en naar een speciaal geval van de thue-vergelijking, tegenwoordig de mordell-krommen genoemd.
{\displaystyle y^{2}=x^{3}+k}.